# Роберт Пломін
Роберт Джозеф Пломін (англ. Robert Joseph Plomin, нар. 20 лютого 1948) — американо-британський психолог і генетик, відомий своїми дослідженнями близнюків і генетики поведінки.

## Біографія
Роберт Пломін народився в Чикаго в родині польсько-німецького походження. Він закінчив Академію Університету ДеПола в Чикаго і здобув ступінь бакалавра психології в Університеті ДеПола в 1970 році. У 1974 році здобув ступінь доктора психології в Техаському університеті в Остіні під керівництвом психолога особистості Арнольда Бусса. Потім працював в Інституті генетики поведінки в Університеті Колорадо в Боулдері. З 1986 по 1994 рік працював в Університеті штату Пенсильванія, вивчаючи близнюків, які виховувалися окремо, і близнюків, які виховувалися разом, з метою дослідження старіння. З 1994 року він є професором генетики поведінки в Інституті психіатрії Королівського коледжу Лондона. Він також був президентом Асоціації генетики поведінки.
У 1987 році Пломін одружився з Джудіт Данн, британською психологинею і науковицею.

## Дослідження
Роберт Пломін — один з найвідоміших дослідників у галузі психології. Він особливо відомий своїми дослідженнями близнюків та усиновлених дітей, які допомогли кількісно оцінити спадковість, тобто частку, що пояснюється генетикою у відмінностях між ознаками індивідів у межах певної популяції. Робота Пломіна суперечить теоріям психоаналізу та інших соціальних наук, які в першу чергу зосереджуються на ролі виховання чи соціалізації.
Він виявив, що на генетичну спадковість припадає 50 % психологічних відмінностей між людьми, починаючи від особистості й закінчуючи розумовими здібностями. Решта 50 % припадає на фактори навколишнього середовища. Однак, за словами Пломіна, дослідження показують, що більшість цих середовищних впливів не є запланованими факторами, а складаються з непередбачуваних подій. Крім того, він вважає, що серед впливів навколишнього середовища, які можна пом'якшити, значна частина є проявом генетики.

## Нагороди
У 2002 році Роберт Пломін був ушанований Меморіальною премією українського і американського еволюційного біолога, генетика та зоолога Феодосія Добжанського від Асоціації генетики поведінки за видатний внесок у галузі генетики поведінки. У 2004 році він отримав нагороду Вільяма Джеймса від Асоціації психологічних наук, а у 2011 році — нагороду за життєві досягнення від Міжнародного товариства досліджень інтелекту. У 2017 році Пломін отримав нагороду Американської психологічної асоціації за видатний науковий внесок.
У 2005 році він був обраний членом Британської академії (FBA).
На знак визнання його заслуг у наукових дослідженнях Роберт Пломін був призначений кавалером Ордена Британської імперії (CBE) в рамках новорічної церемонії нагородження 2023 року.